# Yukinori Taniguchi

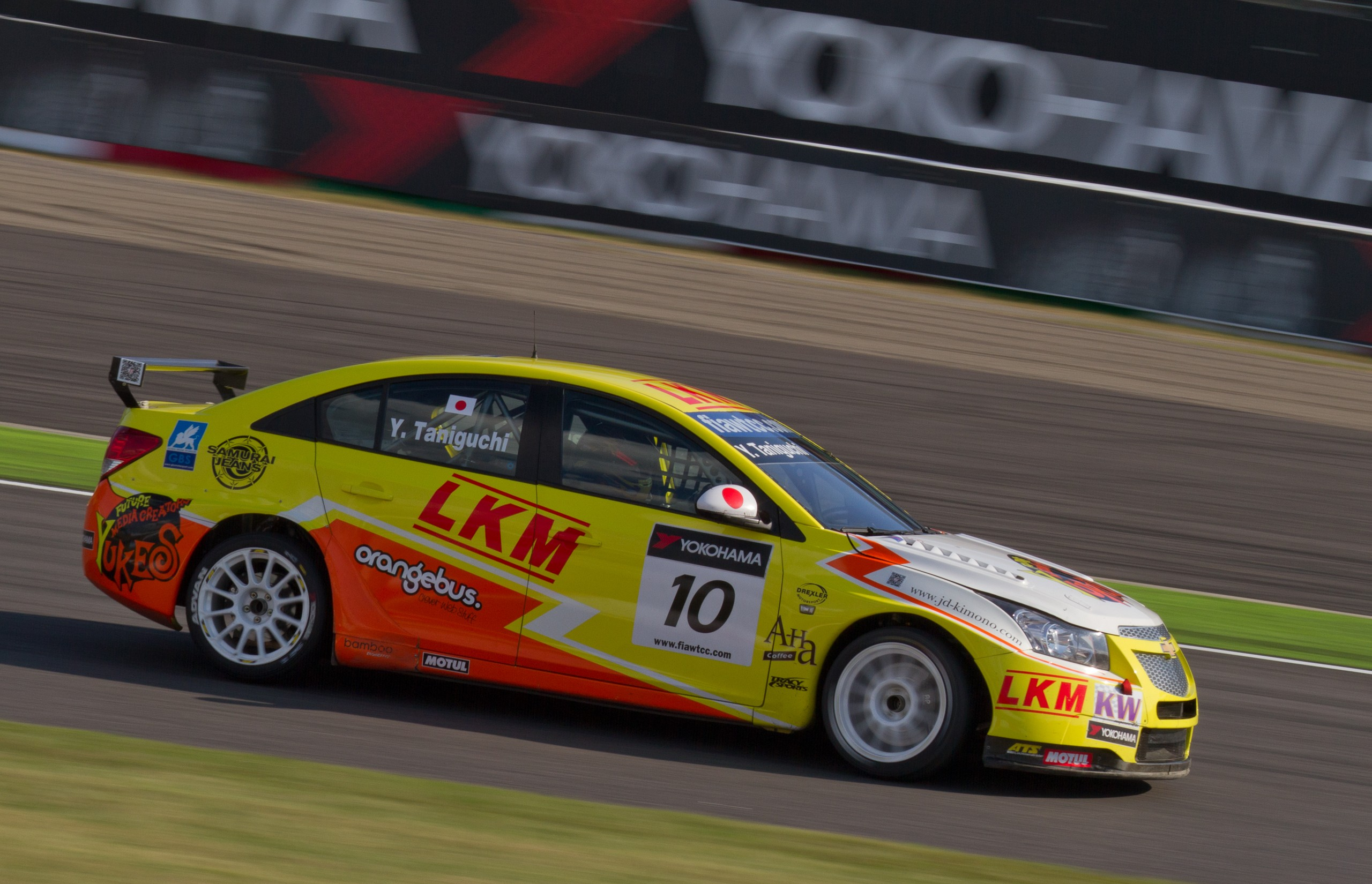
Taniguchi in der WTCC 2011

Yukinori Taniguchi (jap. 谷口 行規, Taniguchi Yukinori; * 27. September 1968 in Hiroshima, Präfektur Hiroshima) ist ein japanischer Rennfahrer und Geschäftsmann. Er nahm mit Unterbrechungen von 2008 bis 2011 an der Tourenwagen-Weltmeisterschaft (WTCC) teil.

## Yuke’s
Taniguchi gründete 1993 das Entwicklerstudio K.K. Yuke’s (ユークス, yūkusu). Das Unternehmen entwickelt überwiegend Wrestling-Computerspiele. Mit Yuke’s ist Taniguchi als Mehrheitseigner an dem japanischen Wrestling-Verband Shin-Nihon Pro Wrestling (engl. New Japan Pro-Wrestling) beteiligt.

## Karriere im Motorsport
Taniguchi trat zunächst als Sponsor im Motorsport auf. Als Rennfahrer nahm er zunächst in Markenpokalen teil und gewann 2005 den Meistertitel in der Super Taikyu. 2007 wurde er Vizemeister in der Japan Le Mans Challenge.
2008 gab Taniguchi sein Debüt in der Tourenwagen-Weltmeisterschaft (WTCC). Für N.Technology nahm er in einem Honda Accord Euro R an vier Rennen teil. Mit einem 19. Platz als bestes Resultat blieb er ohne Punkte. 2010 kehrte Taniguchi bei bamboo-engineering in die WTCC zurück und erhielt einen Chevrolet Lacetti. Er nahm an acht Rennen teil und beendete die Saison mit einem neunten Platz als bestes Resultat auf dem 18. Platz in der Fahrerweltmeisterschaft. Außerdem gewann er einmal die Independents-Wertung. 2011 startete Taniguchi erneut für bamboo-engineering in der WTCC. Nach dem ersten Rennwochenende erhielt er einen Chevrolet Cruze 1.6T. Ein siebter Platz war sein bestes Ergebnis. An den letzten drei Rennen nahm Taniguchi nicht teil, da er sein Auto bei einem Unfall in Shanghai irreparabel beschädigt hatte. Der Unfall resultierte daraus, dass Taniguchi, nachdem er sein Auto bei einer Kollision beschädigt hatte, nicht an die Box gefahren war, sondern versucht hatte, das Rennen zu beenden. In der Gesamtwertung lag er schließlich auf dem 20. Platz.

## Karrierestationen
- 2005: Super Taikyu (Meister)
- 2007: Japan Le Mans Challenge (Platz 2)
- 2008: WTCC
- 2010: WTCC (Platz 18)
- 2011: WTCC (Platz 20)